# جرالدین مک‌ایوان
جرالدین مک‌ایوان (انگلیسی: Geraldine McEwan؛ ۹ مهٔ ۱۹۳۲ – ۳۰ ژانویهٔ ۲۰۱۵) یک هنرپیشه اهل بریتانیا بود. وی بین سال‌های ۱۹۴۶ تا ۲۰۱۱ میلادی فعالیت می‌کرد.
از فیلم‌ها یا برنامه‌های تلویزیونی که وی در آن نقش داشته‌است می‌توان به هنری پنجم، آریتی، ونیتی فیر، رابین هود: شاهزاده دزدان، فرزند لازاروس و مجموعه تلویزیونی آگاتا کریستی مارپل و موسی اشاره کرد.
مک‌ایوان در سال ۱۹۹۱ برنده جایزه بهترین بازیگر زن بفتا شده‌است.